# 秋田工業高等專門學校
秋田工業高等專門學校是一所位於日本秋田縣的高等專門學校。

## 沿革
- 1964年 - 創校，為國立高專3期校。設有機械工學、電氣工學、工業化學三學科。
- 1969年 - 增設土木工學科。
- 1992年 - 工業化學科改組為物質工學科。
- 1993年 - 土木工學科改組為環境都市工學科。
- 1994年 - 開設專攻科。
- 2004年 - 交由獨立行政法人國立高等專門學校機構（日语：国立高等専門学校機構）管理、電氣工學科改組為電氣情報工學科。
- 2007年 - 成為日本技術者教育認定機構（日语：日本技術者教育認定機構）[1]的認定校。
- 2017年 - 本科整併為創造系統工學科。

## 教育組織

### 本科（副學士課程）
- 創造系統工學科
  - 機械系
  - 電氣・電子・情報系
  - 物質・生物系
  - 土木・建築系

### 專攻科（學士課程）
- 生產系統工學專攻
- 環境系統工學專攻

## 交通資訊
在秋田站轉乘秋田中央交通所營運的公車路線，於「秋田高專前」站牌下車。

## 外部連結
- 秋田工業高等專門學校官方網站 （页面存档备份，存于）